# 马亚克
马亚克（法語：Mailhac，發音：[majak] ⓘ）是法国奥德省的一个市镇，位于该省东北部，属于纳博讷区。

## 地理
马亚克（43°18'14"N, 2°49'39"E）面积10.51 平方千米，位于法国奧克西塔尼大區奥德省，该省份为法国南部沿海省份，北起塔恩省，西北接上加龙省，西接阿列日省，南至东比利牛斯省，东临地中海，东北与埃罗省接壤。
与马亚克接壤的市镇（或旧市镇、城区）包括：比兹米内尔瓦、普佐尔米内尔瓦、圣瓦利埃、艾涅、艾格维沃、乌皮亚。
马亚克的时区为UTC+01:00、UTC+02:00（夏令时）。

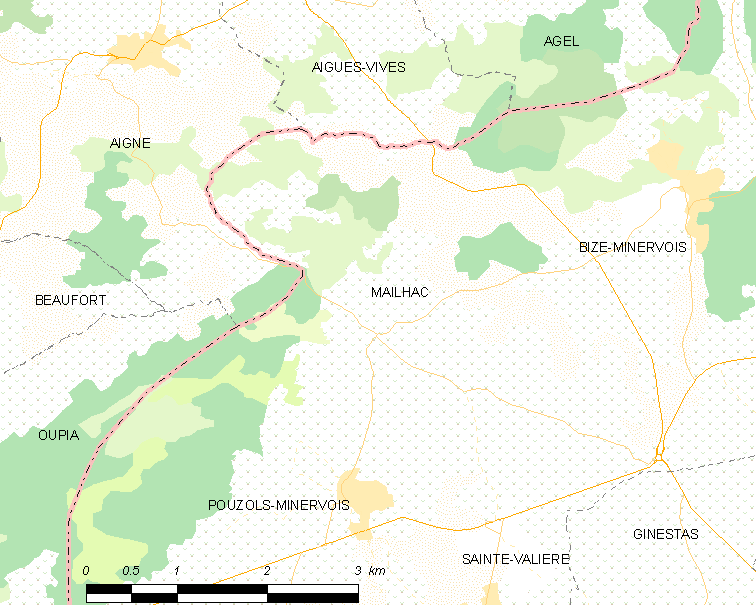
马亚克的OSM定位图

## 行政
马亚克的邮政编码为11120，INSEE市镇编码为11212。

## 政治
马亚克所属的省级选区为南密涅瓦县。

## 人口

1962-2008年间马亚克人口变化图示

马亚克于2022年1月1日时的人口数量为585人。